# باناثينايكوس
باناثينايكوس (باليونانية: Παναθηναϊκός) هو نادي كرة قدم يوناني من أثينا. يعد من أعرق الأندية اليونانية، حيث تأسس في عام 1908، كما يعد من أكثرها حصداً للبطولات. حصل النادي على بطولة الدوري اليوناني 26 مرة، كما حصل على بطولة كأس اليونان 19 مرة. ولعل أبرز إنجاز خارجي للنادي هو الوصول للمباراة النهائية في دوري أبطال أوروبا عام 1971، ولكنه خسر أمام نادي أياكس من هولندا.

## وصلات خارجية
- الموقع الرسمي